# فرودگاه شهری گلندیل
فرودگاه شهری گلندیل (به انگلیسی: Glendale Municipal Airport) یک فرودگاه همگانی است که یک باند فرود آسفالت دارد و طول باند آن ۲۱۷۹ متر است. این فرودگاه در شهر گلندیل، آریزونا کشور ایالات متحده آمریکا قرار دارد و در ارتفاع ۳۲۶ متری از سطح دریا واقع شده‌است.